# Idioma kashgai
El idioma kashgai (en kashgai: Qaşqay dili o Qaşqay Türki) es una lengua túrquica hablada en Irán por aproximadamente 1,5 millones de personas pertenecientes a la etnia kashgai de la región de Fars. Este idioma pertenece al grupo oghuz. Las estimaciones sobre el número de hablantes varían, Ethnologue reporta 923 000 hablantes.
El idioma kashgai está muy relacionado con el idioma azerí, y muchos lingüistas consideran al kashgai un dialecto del azerí. Al igual que el idioma azerí del sur, el kashgai utiliza una variante del alfabeto árabe. La etnia kashgai también es hablante de persa, lengua que usan para la literatura.